# 차우 센 콕살 춤
차우 센 콕살 춤(크메르어: ចៅ សែនកុសល, 1905년 9월 9일 ~ 2009년 1월 22일)은 캄보디아의 총리 권한대행, 정치인이며, 크메르인 출신이다. 소속 정당은 상쿰(Sangkum, 1970년 이전까지)이었다.
1962년 8월 6일부터 10월 6일까지 캄보디아의 수상을 역임했으며 캄보디아의 입법부인 국회주석을 2차례(1962년 ~ 1963년, 1966년 ~ 1968년) 역임했다. 2009년 향년 103세(정확히는 103년 135일)를 일기로 타계하면서 "세계 최장수 지도자"로 기록되었다.